# Valduno
Valduno (asturisch Valdunu) ist eine von sechs Parroquias und zugleich deren Verwaltungssitz in der Gemeinde Las Regueras der Autonomen Region Asturien in Spanien. Die 286 Einwohner (2011) leben in neun Dörfern auf einer Fläche von 14,84 km².
Der Rio Nalón durchquert die Parroquia.

## Sehenswürdigkeiten
- Pfarrkirche Santa Eulalia mit beeindruckenden Fialen und bemerkenswertem Glockengiebel
- Kapelle und Palast in  Bolgues[1] aus dem 17. Jahrhundert

## Am Jakobsweg
Durch die Gemeinde führt der älteste Teil des Jakobswegs, der Camino Primitivo. Den Pilgern steht ein Refugio zur Verfügung:
- historische Albergue de Peregrinos in Premoño

## Dörfer und Weiler im Parroquia
Einwohnerzahlen: Stand 1. Januar 2011
- Areces 17 Einwohner
- Bolgues 61 Einwohner 43° 24′ 12″ N, 6° 1′ 4″ W
- Cueto 13 Einwohner 43° 23′ 48″ N, 6° 0′ 34″ W
- La Fuente (La Fonte) 10 Einwohner
- Paladín 22 Einwohner 43° 23′ 58″ N, 6° 0′ 52″ W
- Premoño 88 Einwohner 43° 23′ 39″ N, 5° 59′ 36″ W
- Puerma 33 Einwohner
- Valduno (Valdunu) 42 Einwohner 43° 23′ 28″ N, 6° 0′ 12″ W
  - Casa Nueva 15 Einwohner